# Choleva fagniezi
Choleva fagniezi är en skalbaggsart som beskrevs av René Gabriel Jeannel 1922. Choleva fagniezi ingår i släktet Choleva, och familjen mycelbaggar. Arten är reproducerande i Sverige.